# Challenger de Waco
El Texas Tennis Classic es un torneo profesional de tenis. Pertenece al ATP Challenger Tour. Se juega desde el año 2023 sobre pistas de dura al aire libre, en Waco, Estados Unidos.

## Palmarés

### Individuales
| Año  | Campeón              | Finalista        | Resultado     |
| ---- | -------------------- | ---------------- | ------------- |
| 2023 | Aleksandar Kovacevic | Alexandre Müller | 6–3, 4–6, 6–2 |

### Dobles
| Año  | Campeones                  | Finalistas                 | Resultado         |
| ---- | -------------------------- | -------------------------- | ----------------- |
| 2023 | Ivan Sabanov Matej Sabanov | Evan King Mitchell Krueger | 6–1, 3–6, [12–10] |